# 국제 루지 연맹
국제 루지 연맹(國際─聯盟, Fédération Internationale de Luge de Course)은 루지 스포츠를 관장하는 국제 기구이다. 1957년 스위스 다보스에서 13개 회원국으로 창설되었으며, 2009년 기준으로 53개 회원국을 보유하고 있다. 본부는 독일 베르크테스가덴에 위치하고 있다.

## 역사

### 초기
최초의 루지 대회는 1883년 2월 12일 스위스 다보스와 클로스테르스에서 개최되었다. 4킬로미터 길이의 코스가 사용되었으며 스위스 선수가 9분 15초의 기록으로 우승을 하고 오스트레일리아 선수가 준우승했다. 1913년 독일, 스위스, 오스트리아의 3개국은 독일 드레스덴에서 국제 썰매 스포츠 연맹(Internationaler Schlittensportsverband, ISSV)를 창설하였다. 최초의 유럽 루지 선수권 대회는 1914년 체히 라이셴베르크(현재의 체코 리베렉)에서 개최되었다. 제1차 세계 대전의 발발과 함께 ISSV의 운영은 중단되었고, 1927년까지 추가적인 대회는 열리지 못했다.

### 재창설 및 FIBT로의 통합
1927년 ISSV가 재창설되어 두 번째 유럽 루지 선수권 대회가 독일 슈라이베르하우(현재의 폴란드 시클라르스카 포레바)에서 개최되었다. 이듬해 열린 제3회 대회에서는 여자 경기도 추가되었다. ISSV는 1935년 국제 봅슬레이 터보거닝 연맹(FIBT)로 흡수 통합되었으며, 1950년대 초까지 FIBT의 루지 부문으로 운영되었다.

### FIBT로부터의 독립
1954년 그리스 아테네에서 열림 국제 올림픽 위원회(IOC)의 회의에서, 루지가 동계 올림픽의 스켈레톤을 대체하는 종목으로 결정되었다. 1928년 및 1948년 대회에서 올림픽 경기 종목으로 채택되었던 스켈레톤은, 이후 2002년 솔트레이크 대회 이전까지 경기 종목에서 제외되었다.
최초의 세계 루지 선수권 대회가 1955년 노르웨이 오슬로에서 개최되었다. 1957년에는 스위스에서 현재의 국제 루지 연맹이 창설되었으며, 같은 해에 IOC로부터 공식 회원 단체로 인증을 받았다. 초대 회장으로는 오스트리아의 en:Bert Isatitsch가 취임하였다.

### 성장
1959년 서독 뮌헨에서 열린 IOC 회의에서 루지의 1964년 동계 올림픽 정식 종목 채택이 결정되었다. 이 첫 올림픽 루지에는 12개 국가가 참가하였다. 당시 기록 측정 단위는 100분의 1초였는데, 1972년 삿포로 올림픽 2인 루지 경기에서 동독과 이탈리아가 정확히 동일한 기록을 만들어내는 일이 발생하면서 국제 루지 연맹은 기록 측정단위를 1000분의 1초로 변경하였고 이는 현재까지 사용되고 있다.
최초의 유럽 루지 자연 트랙 선수권 대회는 1970년 오스트리아 카프펜베르크에서 개최되었다. 최초의 세계 루지 자연 트랙 선수권 대회는 1979년 오스트리아 인징에서 개최되었다. 1982년에는 최초의 주니어 세계 선수권 대회가 미국 뉴욕의 인공 트랙에서 개최되었다.

### 1994년 이후
1994년 2월 8일 회장 베르트 이사티티히가 갑작스럽게 세상을 떠나면서, 조세프 판트 부회장이 회장직을 이어 받게 되었다. 로마에서 열린 국제 루지 연맹 위원회에서 회장으로 임명된 펜트는 2010년 기준으로 회장직을 역임하고 있다. 1952년 창설 이래 국제 루지 연맹의 회장은 베르트와 판트 오직 두 명 뿐이었다.